# Großdolmen

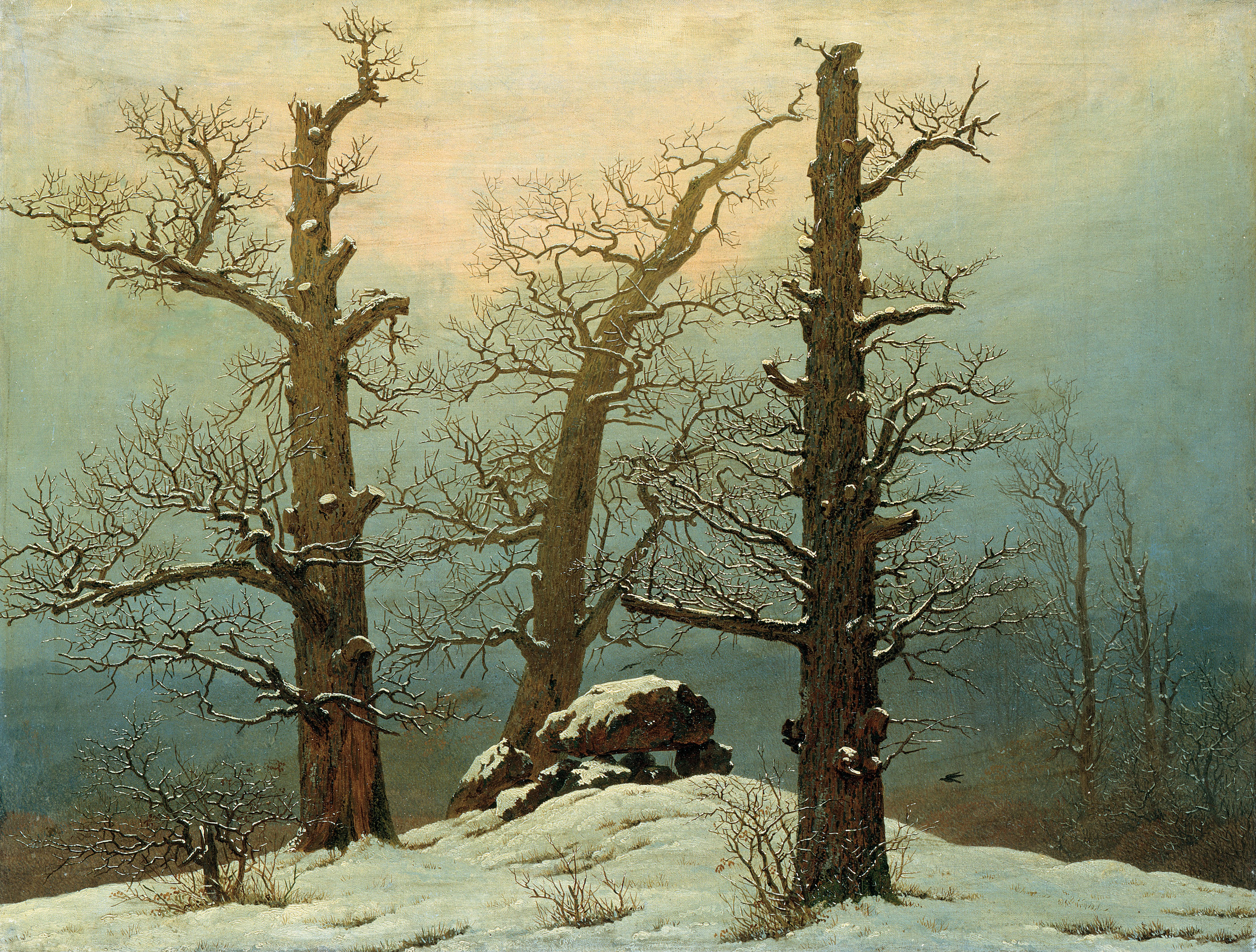
Großsteingrab Gützkow was een Großdolmen, het inmiddels vernietigde bouwwerk is bewaard gebleven door schetsen en schilderijen van C.D. Friedrich.

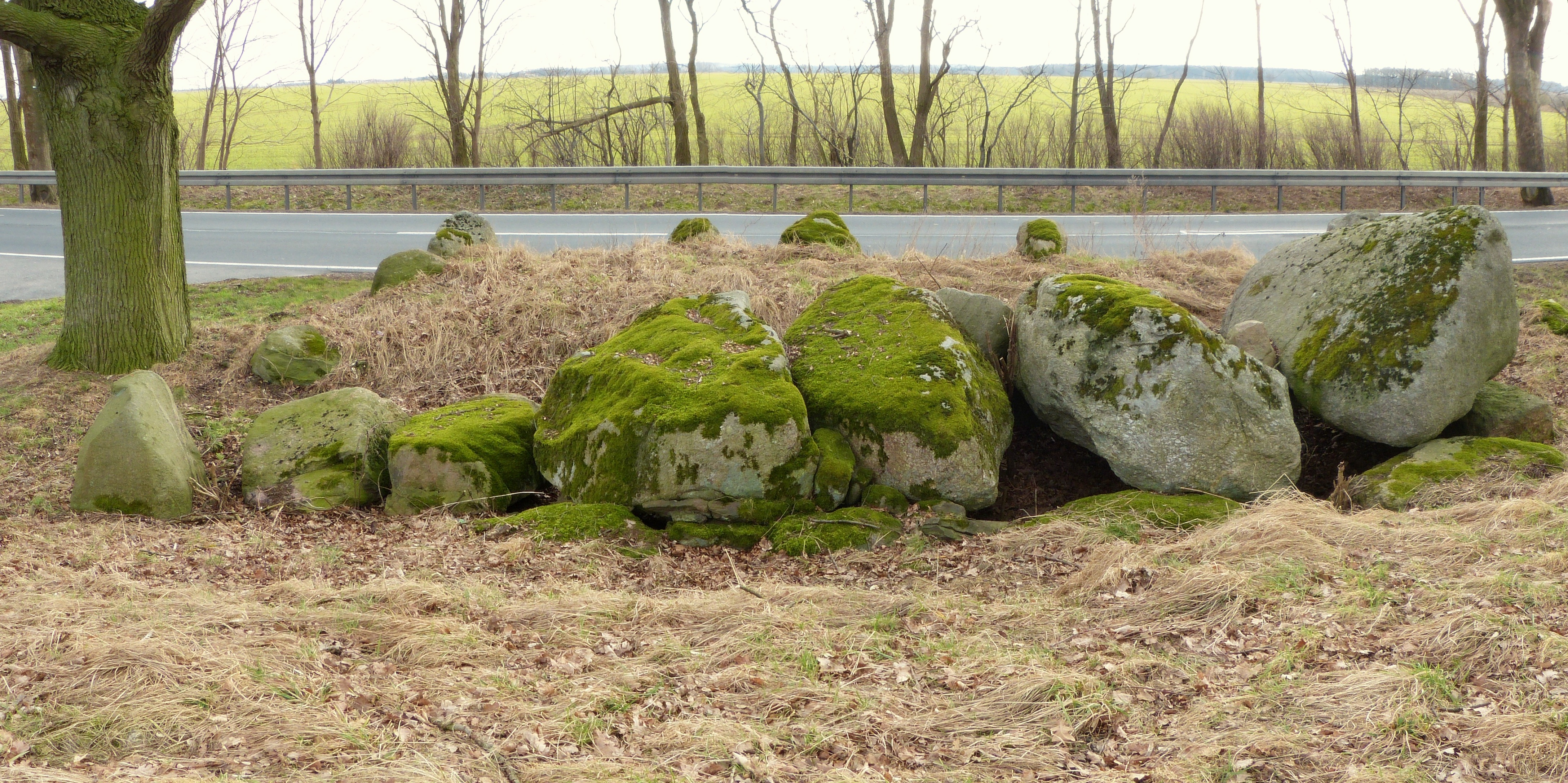
Großdolmen Kruckow 1

De Großdolmen is een type hunebed van de trechterbekercultuur dat voornamelijk in het oosten van Mecklenburg-Voor-Pommeren voorkomt. De hunebedden zijn gebouwd tussen 3500 en 2800 v.Chr.
Dit type hunebed komt ook voor in Polen (hunebed van Złotowo) en Denemarken (Stordysse genoemd), maar de vorm is iets anders dan de Duitse variant.

## Varianten

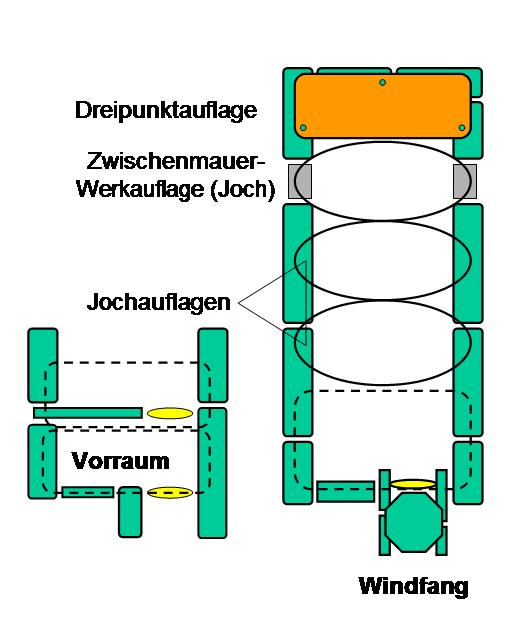

In Duitsland worden hunebedden met drie tot zeven dekstenen als Großdolmen gezien, hierin wordt onderscheid gemaakt:
- Großdolmen met voorruimte;
- Großdolmen met windvang (meestal coaxiaal, zelden axiaal).

Het type met windvang is vooral te vinden op het eiland Rügen en Festland. Ten zuidoosten daarvan ligt vooral het type met voorruimte, tussen Demmin en het eiland Usedom tot in Saksen-Anhalt. Enige afwijkende, maar zeer weinig voorkomende bouwvormen lijken op de erweiterte Dolmen of Polygonaldolmen. In Mecklenburg zijn 146 Großdolmen, Ewald Schuldt onderzocht 44 daarvan:
- 2 hadden een korte gang
- 3 hadden een toegang door wandluiken
- 4 waren niet aan een type toe te wijzen
- 6 hadden een Schwellenstein (drempel) en een deurplaat
- 13 hadden een voorruimte
- 16 hadden een windvang

Buiten Mecklenburg zijn Großdolmen in Sleeswijk-Holstein te vinden (Großsteingrab Wees, Kreis Flensburg), enkele in Nedersaksen en Denemarken en meerdere in Saksen-Anhalt (bijvoorbeeld Lüdelsen 4 + 5).

## Bouw
Omdat de breedte van de noordelijke megalitische bouwwerken door de aard van de bouwmaterialen begrensd is, werd vergroting van de kamers mogelijk door de bouwwerken langer te maken.
Großdolmen bereikten gemiddeld 14 m³ aan binnenruimte, een lengte tot 11 m (Großsteingrab Kläden in Sachsen-Anhalt), die anders enkel door een Galeriegrab of Ganggrab bereikt werden. Bij een Großdolmen liggen op de acht tot achttien draagstenen tot wel zeven dekstenen. Enkele Großdolmen werden met behulp van een brede tussenmuur, waarop een deksteen werd gelegd, verlengd.

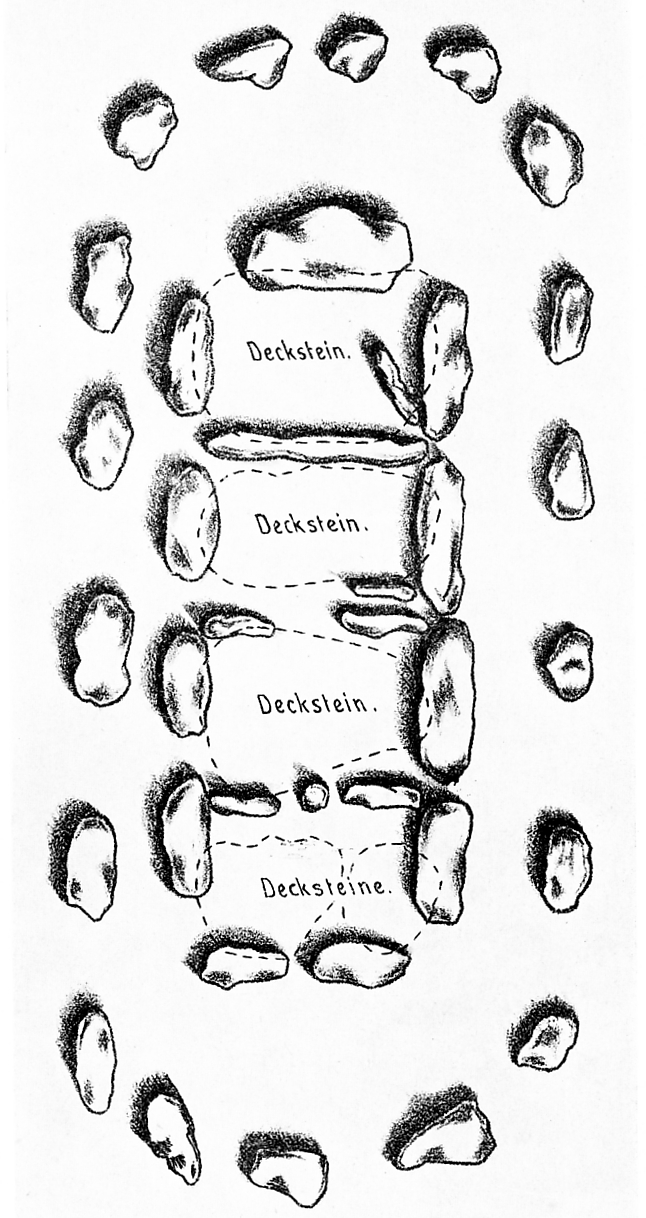
Graf 2 van de Großsteingräber bei Schwinge in ovaal hunebed was een Großdolmen, zonder herkenbare toegang

De Großdolmen gebruiken, net als een Ganggrab,  een juk (ook wel trilithon). De middelste deksteen (of dekstenen) worden door twee draagstenen gedragen. Eerdere bouwvormen gebruiken een driepuntsbouwvorm (Dreipunktauflage). Omdat een tweepuntsbouwvorm met onbewerkte natuursteen (zwerfsteen) zeer instabiel is, werden de draagstenen licht naar binnen hangend neergezet. De uiteinden van deze bouwvorm gebruikten wel de driepuntsbouwvorm, die stabieler is, en gaven steun aan het gehele bouwwerk.

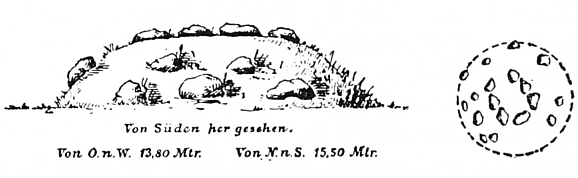
Großsteingrab Wohrenstorf lag in een Rundhügel

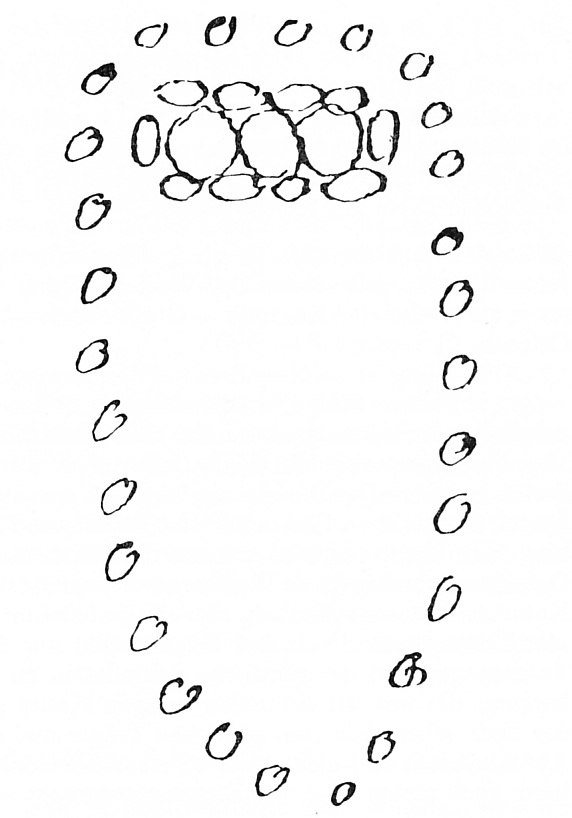
Graf 3 van de Großsteingräber bei Dumsevitz is een Großdolmen

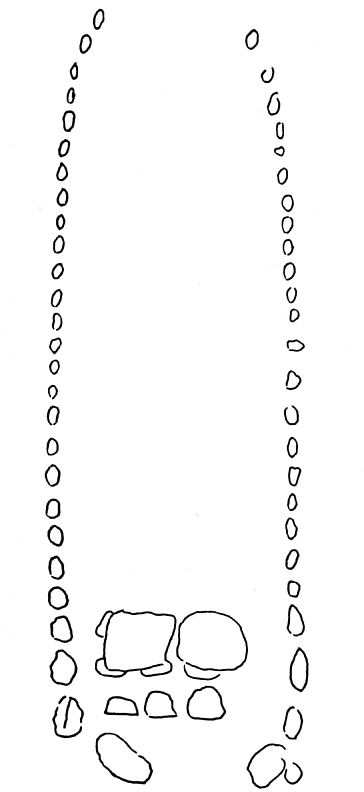
De 3 Großsteingräber bei Wüstenfelde waren Großdolmen, op de afbeelding graf 1

De 44 onderzochte Großdolmen liggen in rechthoekige (5) of trapeziumvormige (8) hunebedden. Ook werden Rundhügeln (4) aangetroffen. De meeste lagen echter onder een met stenen bedekte dekheuvel (26) en bij 1 kon geen type heuvel onderscheiden worden (deze was al afgegraven).
De trapeziumvormige heuvels (bijvoorbeeld Dwasieden, Lancken-Granitz I, Kruckow, Nadelitz, Pöglitz, Poggendorfer Forst) bevatten Wächtersteine. De Großdolmen von Gaarzerhof, die in een zeer kort rechthoekig hunebed lag, werd compleet door een Rundhügel afgedekt.

## Het type met voorruimte
De bouwwerken met een voorruimte hebben 6 (of meer) draagstenen, minstens 3 dekstenen en 2 sluitstenen (waarbij de sluitsteen aan de toegangskant meestal een plaat van een halve kamerbreedte is, loodrecht op de lange zijde en coaxiaal op de buitenste afsluiting gebouwd is). Een Schwellenstein vormde de verbinding tot de Rahmenstein aan de andere lange zijde.
Het grondplan van dit type hunebed is bijna altijd rechthoekig. De gemiddelde breedte van 0,8 m voor het toegangsluik werd door halve stenen naar buiten verlengd, zodat een tot 0,8 m brede en hoge gang ontstond, die zelden langer was dan 1,0 m.
Er wordt onderscheid gemaakt tussen voorruimte en kamer. De voorruimte ligt aan de kant van de toegang en neemt met een lengte van tussen 1,2 en 2,0 m een derde tot een kwart van het totale oppervlakte in.
Het onderscheid tussen de kamer en de voorruimte wordt door een steen gevormd, die bijna de grootte van de buitenste afsluitsteen heeft en tot onder de deksteen reikt. Deze steen is tegen een draagsteen aan de lange zijde opgesteld of door een stapelmuur met deze draagsteen verbonden. In de richting van de toegang ontstond daardoor een tot 1,0 m breed luit als doorgang tot de kamer, die met een Schwellen- en Rahmenstein voorzien werd en door een deurplaat dichtgemaakt kon worden.

## Type in Denemarken
In Denemarken wordt dit type hunebed Stordysser genoemd. Dit type hunebed heeft een lange kamer en een axiale gang die meestal het uiteinde van de heuvel bereikt. De in de zuidelijke helft van Denemarken aanwezige Stordysser hebben zelden een langere kamer dan 4 m. De breedte is tussen 2-2,5 m.
Normaal gesproken worden twee dekstenen gebruikt, die vaak dwars op de richting van de zuidoost georiënteerde gang liggen. In Duitsland worden hunebedden met drie of meer dekstenen beschouwd als Großdolmen. In Scandinavië is de definitie voor een stordysse afwijkend.
Men ging ervan uit dat dit bouwwerk de overgang was van het hunebed naar het ganggraf en een collectieve begraving, maar dit wordt tegenwoordig weerlegd.

## Afbeeldingen

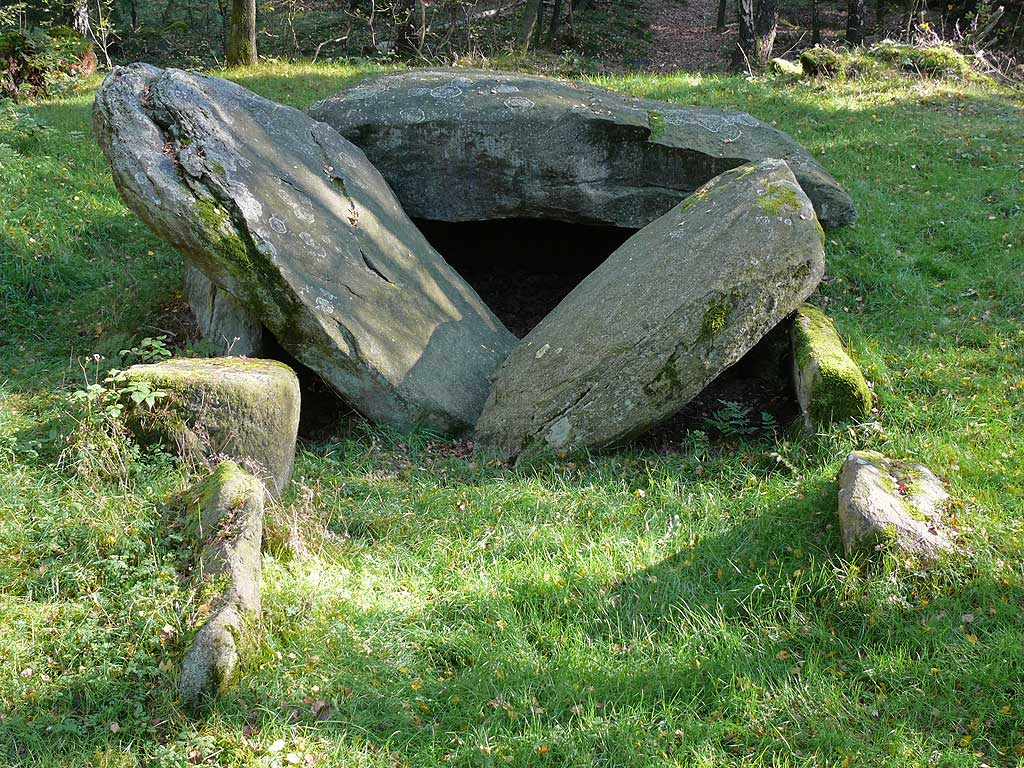
Ahlhorner Kellersteine, onderdeel van de „Straße der Megalithkultur“
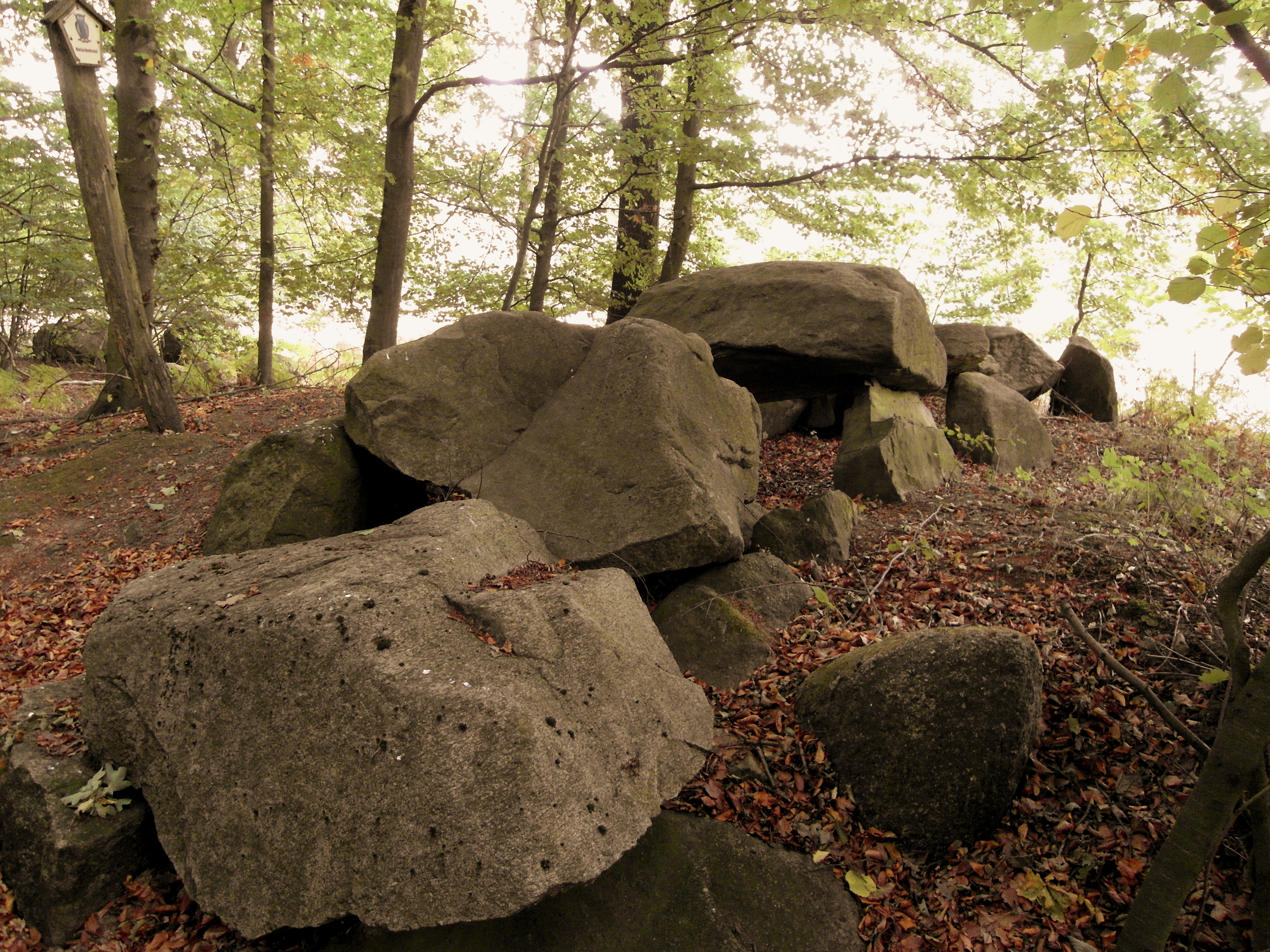
Een van de Großsteingräber bei Grambergen
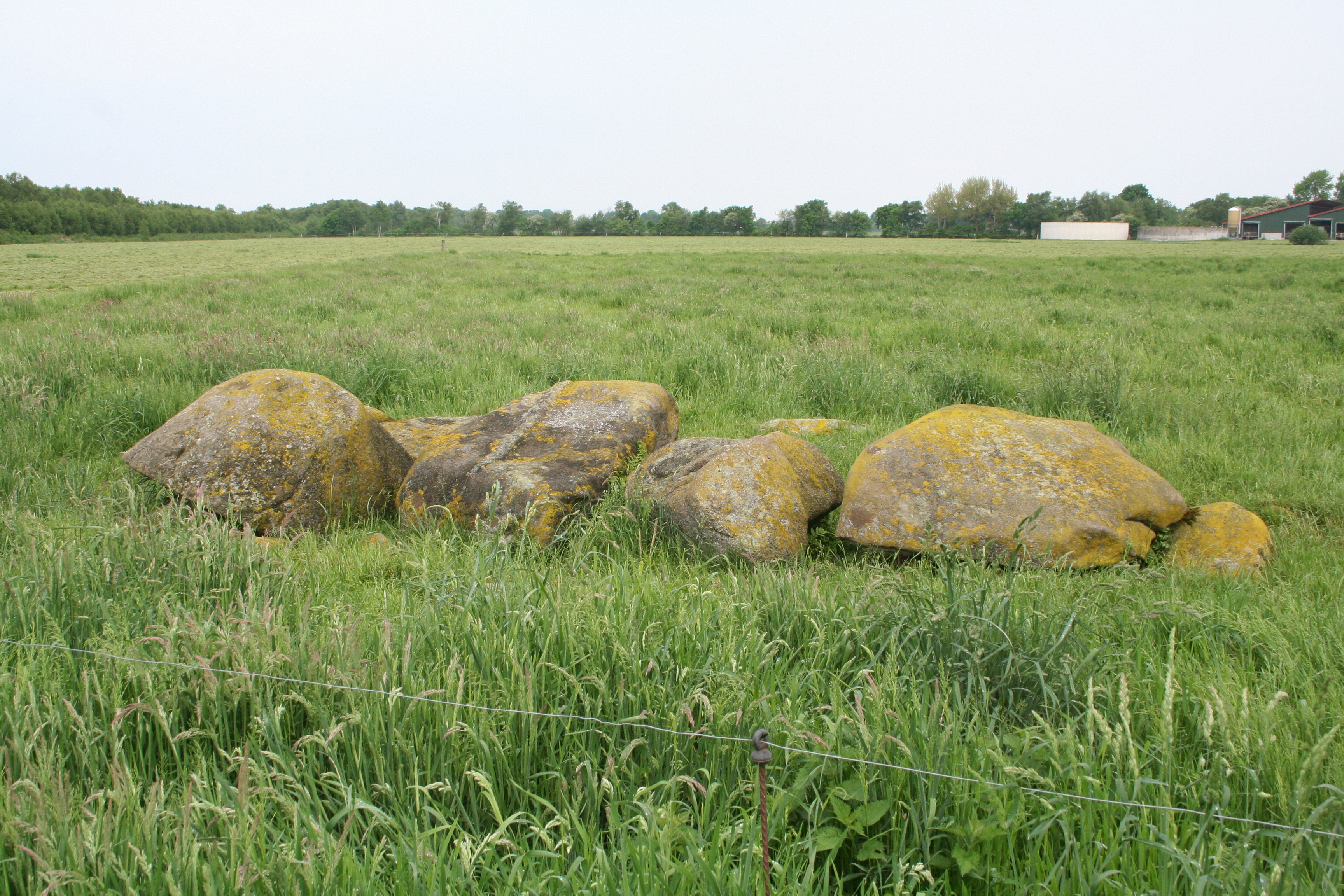
Een van de Megalithanlagen bei Westerwanna
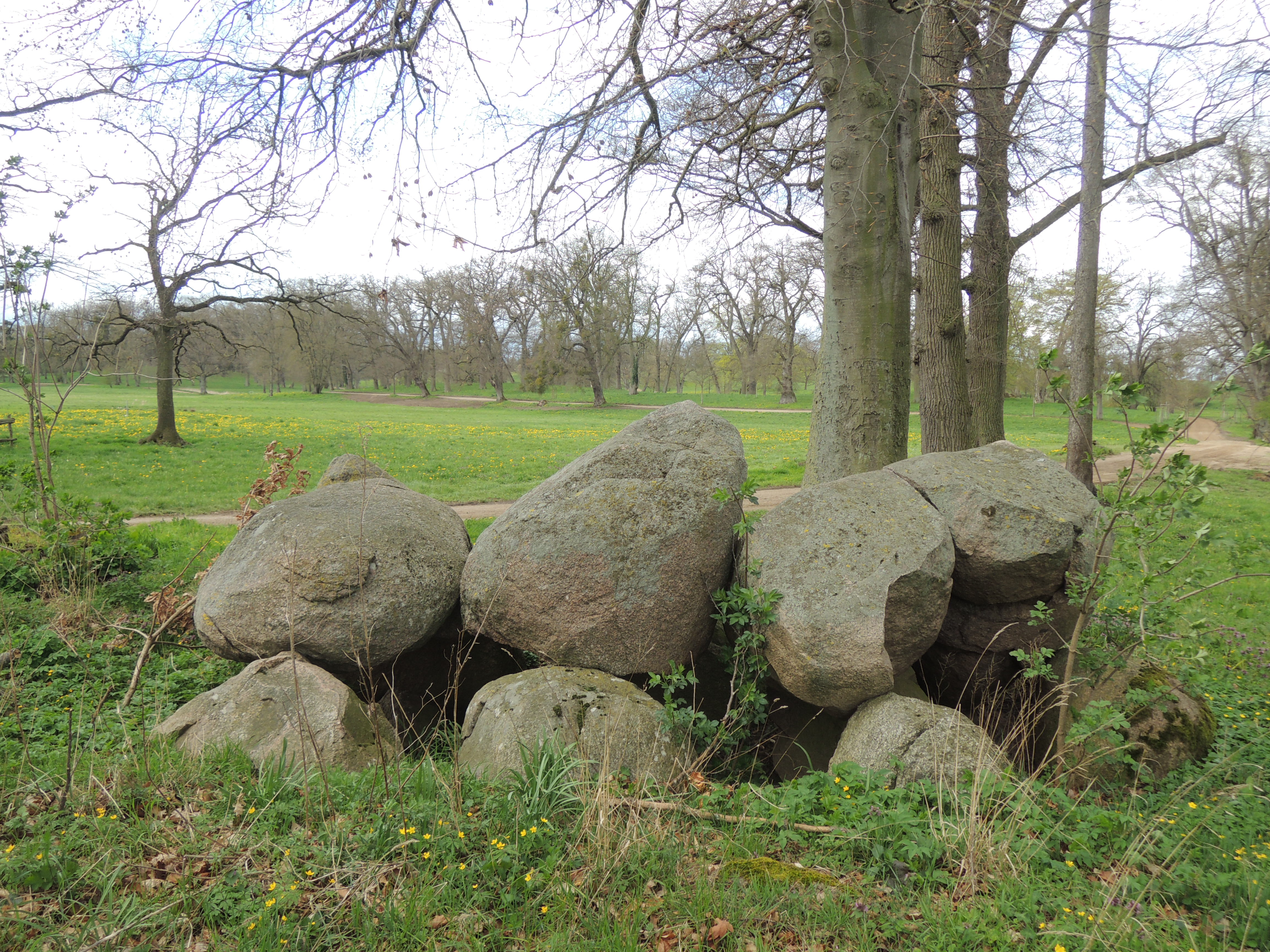
Großsteingrab Basedow 1